# 開羅大火災
開羅大火災 (英語：Cairo Fire，阿拉伯語：حريق القاهرة) 又被稱為黑色星期六，為1952年1月26日發生於開羅市區的一系列暴動，約有750棟建築物遭縱火打劫，包括零售店、咖啡店、電影院、旅館、餐廳、戲院、夜店和國立歌劇院。此事件直接的導火線為英國駐紮部隊在當日稍早於伊斯梅利亞以一面倒的局勢，射殺了50名埃及輔警。這些輔警的死亡隨即帶動了自發性的反英抗議行動，此行動很快被群眾裡有組織的人馬引導，開羅大部分的區域遭群眾縱火和洗劫，而保安部隊未曾現身的原因並無人解釋，有人認為這次的大火災暗示了埃及王國的滅亡。開羅大火災的縱火犯至今仍未為人所知，這場埃及近代史上重大事件的真相也就尚未確立。
這場1952年發生於開羅的騷動被後世拿來與2011年1月28日的埃及革命之後發生的混亂互相對照，後者同樣目擊了抗爭行動中趁火打劫的行徑、警力毫無原因的退回，並發生了有組織的越獄行動。

## 背景
1952年埃及英治時期正要邁入第70年，其時英領範圍仍侷限於蘇伊士運河區域內，而在1952年1月25日的早晨，英國指揮官大校(英國陸軍軍制，相當於美國准將)Kenneth Exham對埃及伊斯梅利亞發布一則警告，要求對方交出武力投降，並讓出整個運河區。藉此，英方想讓埃及放棄唯一能表示他們在這個區域主權的方式，也藉此阻斷警方對反英的埃及游擊隊 （页面存档备份，存于）的武力支援，然而伊斯梅利亞省政府拒絕了這項要求，並由內政部長Fouad Serageddin （页面存档备份，存于）再次重申，因此7000名配備了機關槍、坦克和裝甲的英國軍，包圍了伊省的政府建築和兵營。
兵營內有約700名埃及官員及士兵。雖然身上僅配了來福槍，但埃及士兵仍拒絕交出武器，英國指揮官則因此下令轟炸該建築。即使雙方人數懸殊，埃及士兵仍堅持奮戰至彈藥竭盡，而這場持續了兩個小時的對峙爭鬥，最終導致50名埃及人死亡、80人受傷，剩下的則成為戰俘。

## 事件
翌日，伊斯梅利亞受到襲擊的消息傳到了開羅，引起埃及人們的眾怒，這場動亂首先在Almaza機場鳴響了第一炮，機場工人拒絕為四架英籍的飛機服務，緊接著是 Abbaseya 兵營裡，警察們為了表示同他們在伊省陣亡和被俘虜的同仁團結一致而開始反抗，抗議人潮則前往大學校區，更多的學生便加入了抗議的隊伍。隊伍接著遊行至首相辦公室，要求要與英國斷絕外交關係 （页面存档备份，存于）並宣戰，社會局長Abdul Fattah Hassan向民眾表示瓦夫德黨想要同意民眾的要求，但遭到國王法魯克一世斷然拒絕，民眾於是轉而前往厄丁皇宮 （页面存档备份，存于），更多愛資哈爾大學的學生在這裡加入了隊伍，他們一起向國王、保王派和英國政府表達他們的不滿。
第一樁縱火燃燒了歌劇廣場上的「Casino Opera」，烈火延燒至「Shepheard's Hotel （页面存档备份，存于）」、摩托車俱樂部、巴克萊銀行，以及其他數間商店、公司辦公室、電影院、旅館和銀行。民眾的怒氣因為反英情緒及反西方思潮火上加油，破壞的目標主要為英國的資產、外國相關的建設，以及西方化的建築，而由國王法魯克一世所大肆興建的夜店和其他建設也一併成為目標。火場甚至延燒到鄰近的 Faggala （页面存档备份，存于）、Daher （页面存档备份，存于）、開羅大城堡區，以及解放廣場和開羅火車站廣場，這場四處瀰漫的混亂，讓宵小及搶劫犯得以趁機做亂，直到傍晚重大的破壞都已經造成後，遲遲被通報的埃及軍隊 （页面存档备份，存于）抵達，市區才逐漸恢復秩序。

## 造成的損毀
大部分的破壞行動發生在下午12: 30到晚上11點之間，破壞的程度是很多人始料未及的，英國及其他外國產業的損失，總計約3千4百萬英鎊，大約300間商店被破壞，包括一部分埃及著名的百貨公司，如：Cicurel、Omar Effendi 及萬豪奧馬爾亞姆娛樂酒店 (Salon Vert)。損失的記錄也包括30間公司辦公室、13間飯店(包括  Shepheard's、Metropolitan 和 Victoria))、40間電影院 (包括 Rivoli、Radio、Metro、Diana 和d Miami)、八個汽車會展、10 間武器店、73 間咖啡店及餐廳 (包括 Groppi's)、92 家酒吧及 16 間俱樂部 （页面存档备份，存于）。人員傷亡的部分則有26人死亡，及552人輕重傷，如燙傷、骨折等傷，數千位工人則因為這次被破壞的建設而被調職、免職。

## 事件餘波
本次事件在當時被認為證明了埃及政府缺乏維持秩序的能力，而若非埃及軍隊抵達後很快就掌控了狀況，英國差點就會展開更進一步的占領行動。首相 Mustafa el-Nahhas （页面存档备份，存于） 原本想提出辭呈，但被國王法魯克一世否決了。首相 el-Nahhas 率領的瓦夫德黨和擁王派互相怪罪對方未能更早通知軍隊鎮暴，部長會議後決議在全國實施了戒嚴令，並下令關閉所有學校及大學，首相 el-Nahhas 被任命為陸軍總司令，下令開羅和吉薩從晚上 6 點至清晨 6 點間實施宵禁，並發布嚴令禁止五人以上公開集會，違者將被監禁。
暴動發生的時候，國王正和約2000名軍官在厄丁皇宮(台譯) （页面存档备份，存于）宴會慶祝皇子福阿德二世的誕生，隔天國王下令解散瓦夫德黨，稍微舒緩了與英國的緊繃關係，然而他接連任命的幾位內閣首長都做不久，使得公眾逐漸對君主政體失去信心，導致接連的六個月整個國家在政治上都相當不穩定，為之後的自由軍官政變埋下了禍根。開羅大火災促使自由軍官將政變計劃提前至 1952 年 7 月 23 日，他們逼迫法魯克一世退位，並在一年後廢黜君主制。而反英情緒也再次被點燃，促成 1954 年簽訂的英埃協定，而最後一支英國佈署軍隊則在 1956 年 6 月 18 日離開埃及。

## 陰謀論
在這場暴動中，並沒有任何人被逮捕。抗議人潮中顯然同時藏有左翼和右翼的黨部人員，而且根據官方資料和目擊者說詞，這場暴亂應該事先就有策劃，而負責的組織相當的有技巧並訓練有素，證據就是縱火案的操作非常地迅速且精確，縱火犯有工具能撬開鎖住的門，也備有乙炔來燒熔門窗的鋼欄，他們準備了將近30輛車在預定的時間點開始執行計劃，精準的縱火時機也再再透露出背後早有密謀的跡象，選擇星期六是因為這時辦公室、百貨公司都沒有開門，電影院也處於下午場後休息的期間。
雖然有數位政治人物可能涉及了一開始爆發的暴力衝突，但至於真正引起開羅大火災的開端，則沒有定論。歷史學家對真正的帶頭者臆測紛紛，莫衷一是，導致許多陰謀論產生。有人認為是國王法魯克一世為了讓 el-Nahhas 的勢力垮台而策劃了這次的暴亂，有人則認為是英國為了懲罰 el-Nahhas 政府在1951年單方面廢止了1936年英埃條約，所以煽動這次的混亂，其他的理論則怪罪穆斯林兄弟會及埃及社會黨（正式名稱：Misr al-Fatat），然而沒有人提出能定罪任何組織的實質證據。而雖然在1952年埃及七月革命後，對開羅大火災附近的狀況展開了調查，但依舊無法找出真正的犯人，所以開羅大火災至今仍是一團難解的疑雲。